# 雅羅斯拉夫·雅赫
雅羅斯拉夫·雅赫（波蘭語：Jarosław Jach，1994年2月17日—）是波蘭的一位足球運動員。現效力於波蘭足球甲級聯賽球隊路賓，在場上的位置是後衛。他也代表波蘭U21國家隊參賽，並參加了2017年歐洲U21足球錦標賽。

## 外部連結
- Soccerway資料庫：雅羅斯拉夫·雅赫
- 90minut.pl网站上雅羅斯拉夫·雅赫的资料（波兰語）